# Les Grangettes
Les Grangettes és un municipi francès situat al departament del Doubs i a la regió de Borgonya - Franc Comtat. L'any 2007 tenia 205 habitants.

## Demografia

### Població
El 2007 la població de fet de Les Grangettes era de 205 persones. Hi havia 82 famílies de les quals 20 eren unipersonals (12 homes vivint sols i 8 dones vivint soles), 27 parelles sense fills, 31 parelles amb fills i 4 famílies monoparentals amb fills.
La població ha evolucionat segons el següent gràfic:
Habitants censats

### Habitatges
El 2007 hi havia 222 habitatges, 82 eren l'habitatge principal de la família, 138 eren segones residències i 2 estaven desocupats. 165 eren cases i 56 eren apartaments. Dels 82 habitatges principals, 73 estaven ocupats pels seus propietaris i 10 estaven llogats i ocupats pels llogaters; 2 tenien una cambra, 4 en tenien dues, 8 en tenien tres, 16 en tenien quatre i 52 en tenien cinc o més. 77 habitatges disposaven pel capbaix d'una plaça de pàrquing. A 32 habitatges hi havia un automòbil i a 46 n'hi havia dos o més.

### Piràmide de població
La piràmide de població per edats i sexe el 2009 era:
| Homes | Edats   | Dones |
| ----- | ------- | ----- |
| 0     | 95 o +  | 0     |
| 0     | 90 a 94 | 0     |
| 4     | 85 a 89 | 0     |
| 0     | 80 a 84 | 4     |
| 4     | 75 a 79 | 4     |
| 0     | 70 a 74 | 4     |
| 4     | 65 a 69 | 4     |
| 4     | 60 a 64 | 4     |
| 0     | 55 a 59 | 0     |
| 0     | 50 a 54 | 0     |
| 12    | 45 a 49 | 4     |
| 8     | 40 a 44 | 12    |
| 4     | 35 a 39 | 4     |
| 4     | 30 a 34 | 0     |
| 12    | 25 a 29 | 12    |
| 0     | 20 a 24 | 8     |
| 4     | 15 a 19 | 4     |
| 12    | 10 a 14 | 4     |
| 4     | 5 a 9   | 8     |
| 4     | 0 a 4   | 8     |

## Economia
El 2007 la població en edat de treballar era de 128 persones, 94 eren actives i 34 eren inactives. De les 94 persones actives 88 estaven ocupades (45 homes i 43 dones) i 8 estaven aturades (3 homes i 5 dones). De les 34 persones inactives 10 estaven jubilades, 13 estaven estudiant i 11 estaven classificades com a «altres inactius».

### Ingressos
El 2009 a Les Grangettes hi havia 98 unitats fiscals que integraven 250 persones, la mediana anual d'ingressos fiscals per persona era de 25.698 €.

### Activitats econòmiques
Dels 6 establiments que hi havia el 2007, 1 era d'una empresa d'hostatgeria i restauració, 1 d'una empresa immobiliària i 4 d'empreses de serveis.

## Poblacions més properes
El següent diagrama mostra les poblacions més properes.